# 秦蕃
秦蕃（1452年—？），字良翰，直隸蘇州府常熟縣人，民籍，明朝政治人物。進士出身。

## 生平
早年出身國子生，應天府鄉試第一百三十三名。成化十一年（1475年）乙未科會試第九十八名，殿試登進士第三甲第一百一十九名。十五年任浙江金華府浦江縣知縣。

## 家族
曾祖父秦均玉。祖父秦公遠。父亲秦原茂，曾任義官。